# Studené
Studené (en allemand : Studeney) est une commune du district d'Ústí nad Orlicí, dans la région de Pardubice, en République tchèque. Sa population s'élevait à 183 habitants en 2024.

## Géographie
Studené se trouve à 5 km au nord-nord-ouest de Jablonné nad Orlicí, à 18 km au nord-est d'Ústí nad Orlicí, à 58 km à l'est-nord-est de Pardubice et à 154 km à l'est de Prague.
La commune est limitée par Pastviny et Mladkov au nord, par Těchonín à l'est, par Sobkovice au sud, et par Sobkovice à l'ouest.

## Histoire
La première mention écrite de la localité date de 1670.

## Administration
La commune se compose de deux sections :
- Studené
- Bořitov

## Transports
Par la route, Studené trouve à 7 km de Jablonné nad Orlicí, à 11 km de Letohrad, à 22 km d'Ústí nad Orlicí, à 78 km de Pardubice et à 185 km de Prague. 